# Polycycnis tortuosa
Polycycnis tortuosa là một loài thực vật có hoa trong họ Lan. Loài này được Dressler miêu tả khoa học đầu tiên năm 1977.